# وحید سرلک
وحید سرلک (زاده ۳۰ دیماه ۱۳۵۹) جودوکار ۶۶ کیلوگرم  ایرانی-آلمانی است. وی در مسابقات جهانی ۲۰۰۹ هلند مقام پنجم را کسب کرد که بهترین عنوان تیم جودوی ایران در ۳ سال پیش از آن بود. او در مسابقات جهانی جودو در سال ۲۰۰۵ در مصر در مرحله شانس مجدد، به خاطر سیاست‌های جمهوری اسلامی برای پیشگیری از مسابقه با نماینده اسراییل، وی مجبور شد به جودوکار آذربایجان ببازد.وی در سال ۲۰۱۱ به آلمان پناهنده شد و به مربیگری جودو در این کشور می‌پردازد.
سرلک در مصاحبه هایش اذعان کرده که فردی سیاسی نیست، اما معتقد است که مشکلات و موضوعات سیاسی نباید با ورزش و یا مراسم عمومی که فرهنگ‌ها و کشورها را به هم متصل می‌کند تاثیر بگذارد. او می‌گوید: «جودو ورزشی است که در آن احترام به دیگران درس اول است. آسیایی، آفریقایی، آمریکایی و غیره، همه انسان‌ها و اگر مشکلی بین انسان‌ها وجود دارد باید بر روی تاتامی حل و فصل شود.»
وی در مسابقات جهانی ۲۰۱۹ توکیو، مربیگری تیم ملی جودوی تاجیکستان را بر عهده داشت.